# Марэ, Вессель
Вессель Марэ (англ. Wessel Marais, 1929—2013) — южноафриканский и британский ботаник.

## Биография
Вессель Марэ родился в Капской провинции в 1929 году.
Марэ начал свою карьеру в Национальном гербарии в 1952 году, после получения степени магистра в области ботаники в Pretoria University.
Он провёл обширные ботанические экспедиции, собирая растения в период с 1952 по 1976 год в Турции, в Ботсване, Лесото, Намибии, в Южно-Африканской Республике.
С 1953 по 1955 год Марэ был директором Albany Museum Herbarium de Grahamstown. В 1957 году он покинул страну, чтобы быть сотрудником по связям с Королевскими ботаническими садами Кью до 1965 года.

## Научная деятельность
Вессель Марэ специализируется на семенных растениях.